# Hrusice
Hrusice är en ort i Tjeckien.   Den ligger i regionen Mellersta Böhmen, i den centrala delen av landet, 30 km sydost om huvudstaden Prag. Hrusice ligger 370 meter över havet och antalet invånare är 459.
Terrängen runt Hrusice är platt åt nordväst, men åt sydost är den kuperad. Runt Hrusice är det ganska tätbefolkat, med 54 invånare per kvadratkilometer. Närmaste större samhälle är Benešov, 14,7 km söder om Hrusice. I omgivningarna runt Hrusice växer i huvudsak blandskog.